# Wieke Hoogzaad
Ludowieka Victoria (Wieke) Hoogzaad (Dordrecht, 29 juni 1970) bijgenaamd Wiki de Viking, is een Nederlands triatlete en duatlete uit Smorum. Ze verdedigde haar vaderland tweemaal bij de Olympische Spelen.
In 2000, toen de sportieve driekamp (1,5 kilometer zwemmen, 40 kilometer wielrennen en 10 kilometer hardlopen) zijn debuut maakte als olympische sport, ging Hoogzaad als 25ste over de finish in Sydney Harbour, vlak vóór ploeggenote Silvia Pepels.
Vier jaar later, toen Athene het toneel was van de Spelen, was de 25ste plaats eveneens haar deel. Hiermee is ze de hoogst genoteerde Nederlander ooit tijdens de Olympische Spelen op het onderdeel triatlon. Deze prestatie bleef staan tot Rachel Klamerop Olympische Spelen van Rio de 10e plek bereikte.
Furore maakte Hoogzaad in 1998 toen ze de Europese titel opeiste op de olympische afstand, hetgeen haar aan het einde van dat jaar de uitverkiezing tot Sportvrouw van Amsterdam opleverde.
Nadien werd Hoogzaad, op haar twintigste pas begonnen met triatlon, achtervolgd door blessures. In 2001 trad ze in het huwelijk met de Deense triatleet Ricky Jørgensen, met wie ze tot dan toe al enkele jaren in Denemarken woonde. Twee jaar later zegevierde Hoogzaad in de wereldbekerwedstrijd in Geelong, Australië.
In 2002 is ze onderscheiden met de Thea Sybesma Award.

## Privé
- Wieke en Ricky hebben eind 2005 een dochter, Michelle.

## Titels
- Europees kampioene triatlon op de olympische afstand: 1998
- Nederlands kampioene triatlon op de olympische afstand: 2001, 2004
- Nederlands kampioene duatlon: 1995

## Prijzen
- Nederlands triatleet van het jaar: 1996, 1997
- Sportvrouw van Amsterdam 1998
- Thea Sybesma Award 2002

## Belangrijkste prestaties

### duatlon
- 1993:  NK in Venray - 3:11.59
- 1995:  NK in Venray - tijd onbekend

### triatlon
- 1995: 10e EK olympische afstand in Stockholm - 2:05.37
- 1995: 11e WK olympische afstand in Cancún - 2:08.24
- 1996: 5e WK lange afstand in Muncie - 4:21.43
- 1996: 17e WK olympische afstand in Cleveland - 1:55.56
- 1997: 17e WK olympische afstand in Perth - 2:03.48
- 1997:  NK olympische afstand in Roermond - 1:56.37
- 1998:  EK olympische afstand in Velden - 2:04.31
- 1998: 11e WK olympische afstand in Lausanne - 2:11.29
- 1998: 5e Goodwill Games in New York - 2:01.15
- 2000: 14e WK olympische afstand in Perth - 1:56.16
- 2000: 25e Olympische Spelen in Sydney - 2:06.45,48
- 2001:  NK olympische afstand in Holten - 1:49.20
- 2001: 4e EK olympische afstand in Karlovy Vary - 2:21.04
- 2001: 20e WK olympische afstand in Edmonton - 2:03.09
- 2003:  ITU wereldbekerwedstrijd in Geelong
- 2003: 6e triatlon van Holten
- 2003: 19e WK olympische afstand in Queenstown - 2:10.54
- 2004:  NK olympische afstand in Zundert - 2:01.34
- 2004: 15e EK olympische afstand in Valencia - 2:00.29
- 2004: 14e WK olympische afstand in Funchal - 1:55.16
- 2004: 25e Olympische Spelen in Athene - 2:09.47,21
- 2006: 43e WK olympische afstand in Lausanne - 2:12.12
- 2008: 39e WK olympische afstand in Vancouver - 2:07.58